# 대니얼 케인
대니얼 케인(Daniel Kane, 중국어: 康丹 1948년 1월 25일 ~ 2021년 4월 16일)은 오스트레일리아의 외교관이자 언어학자이며, 여진어학과 거란어학의 권위자이다.

## 생애
대니얼 케인은 1948년 1월에 멜버른에서 태어났다. 어린 시절 부친을 여의고 극도의 빈곤에 처한 그는 16세에 학업을 중단하고 일을 해야 할 수밖에 없었다. 그는 학교를 떠나 은행에 취직하여 창구 직원으로 일했다. 그곳에서 당시 대학의 예술 학장은 그가 그리스어와 이탈리아어로 고객과 유창하게 대화하는 등 놀라운 어학 재능을 가지고 있음을 알게 되었고, 고등학교를 졸업하고 근처 대학에서 공부할 것을 권유했다. 그가 이탈리아어를 알게 된 것은 10대 초반에 학교에서 이민자 자녀들과 이야기를 나누며 대화했던 것이 계기였다. 그는 여가 시간에 교육을 받았고, 멜버른 대학에 우수한 성적으로 입학하였다.
1971년, 중국어와 러시아어를 전공하여 1등급 우등 학위를 취득하였고, 오스트레일리아 국립대학의 박사 학위 장학금을 받았다. 1975년, 중국 북부의 금나라에서 사용되었던 만주어의 전신인 여진어에 관한 논문으로 박사 학위를 취득했다.
케인은 학업과 병행하여 외교 분야에서도 활약하였다. 그는 1976년에 오스트레일리아 외교통상부에 4년 간(1976년~1980년) 베이징으로 파견되었다. 이 시기는 중화인민공화국 개혁개방 정책의 초기 단계였으며 민주벽 운동이 일어난 시기이기도 하다. 또한 1990년대에 2년 간 베이징의 오스트레일리아 대사관에서 문화 상담역을 맡았다.
학술적으로는 1981년에 멜버른 대학에서 중국어 강사를 맡았으며, 1988년과 1993년에는 베이징 대학 중국어학과의 객원 연구원으로 있었다. 1997년부터는 시드니의 매쿼리 대학에서 중국어학과 교수를 맡았으며 2012년에 은퇴했다.
케인은 수년 간 파킨슨병을 앓다가 2021년 4월 16일에 사망했다.

## 저작물

### 저서
- Kane, Daniel (1989). 《The Sino-Jurchen Vocabulary of the Bureau of Interpreters》 (PDF). Bloomington: Research Institute for Inner Asian Studies, Indiana University. ISBN 0-933070-23-3.
- Kane, Daniel (2006). 《The Chinese Language: Its History and Current Usage》. North Clarendon, Vermont: Tuttle Publishing. ISBN 978-0-8048-3853-5.
- Kane, Daniel (2009). 《The Kitan Language and Script》. Leiden: Brill. ISBN 978-90-04-16829-9.

### 논문
- Kane, Daniel (1997). “Language Death and Language Revivalism: The Case of Manchu”. 《Central Asiatic Journal》 41: 231–249. JSTOR 41928113.